# Swietłana Diomina
Swietłana Aleksandrowna Diomina (ros. Светлана Александровна Демина, ur. 18 kwietnia 1961) – rosyjska strzelczyni sportowa. Srebrna medalistka olimpijska z Sydney.
Specjalizowała się w konkurencji skeet i to w niej zdobyła medal olimpijski w 2000. Brała udział w pięciu igrzyskach olimpijskich (IO 88 – w barwach Związku Radzieckiego, IO 96, IO 00, IO 04, IO 08). Indywidualnie zdobyła cztery złote medale mistrzostw świata – triumfowała w skeecie kobiet 1982, 1983, 1986 i 1990. W 1991 zajęła drugie miejsce, była trzecia w 1979 i 1999. W 1994 zdobyła brąz światowego czempionatu w podwójnym trapie. Na mistrzostwach Europy w różnych konkurencjach zdobyła siedem złotych, pięć srebrnych i cztery brązowe medale.